# 神宮寺
神宮寺（じんぐうじ）とは、日本で神仏習合思想に基づき、神社に附属して建てられた仏教寺院や仏堂。別当寺、神護寺、神願寺、神供寺、神宮院、宮寺、神宮禅院ともいう。
別当寺は、神社の管理権を掌握する場合の呼称と考えられる。宮寺は、神宮寺を意味するほかに、石清水八幡宮寺や鶴岡八幡宮寺のように、神祇の祭祀を目的とし、境内には神社のほか仏教施設や山内寺院が立ち並び、運営は仏教僧・寺院主体が行った、神仏習合の社寺複合施設または組織をいうこともある。

## 起源と歴史
日本に仏教が伝来した飛鳥時代には、神道と仏教は未統合であったが、平安時代になり、仏教が一般にも浸透し始めると、日本古来の宗教である神道との軋轢が生じ、そこから日本の神々を護法善神とする神仏習合思想が生まれ、寺院の中で仏（本地）の仮の姿である神（権現あるいは垂迹）を祀る神社が営まれるようになった。
鎌倉時代、室町時代、江戸時代では、武家の守護神である八幡神自体が「八幡大菩薩」と称されるように神仏習合によるものであったため、幕府や地方領主に保護され、祈祷寺として栄えた。
しかし、神仏習合であるがゆえに檀家を持たなかったため、明治時代の神仏分離でほとんどの寺院が神社に転向あるいは消滅するなどし、急速に数を減らした。また、福岡県の梅岳寺のように、領主によって明治以前に改名された寺院もある。
現在は、残存した寺院の住職の尽力で再興されている。
神宮寺とその神社の関係は様々で、どちらが主体なのかは一概には言えない。上賀茂神社のように、神社の従属下に小規模な仏堂がわずかにあり、神宮寺と称した場合もあれば、日光東照宮のように、大社であるが、寺院・僧侶（輪王寺）がその運営を完全に掌握した場合もある。根来寺のように神宮寺を起源として創建されたものの、神宮寺としての役割はほとんど消滅したと考えられる事例もある。清荒神、門戸厄神や高尾山薬王院のように、かつては寺院・僧侶がその運営を完全に掌握したが、明治期の神仏分離を経た現在も荒神や飯縄権現といった神祇を祀る神社が中心である場合もある。
神社と神宮寺のどちらが主体かは断言できないが、神祇のための寺院という神宮寺本来の役割を考えれば、神社なしの神宮寺はありえないため、宗教施設としては神社が中心といえる（神社がなければ神宮寺と称する必要がない）。逆に寺院のための神社の場合は、鎮守社という（この場合は寺院あっての神社であり、寺院なしの鎮守社はありえない）。